# 6786 Doudantsutsuji
6786 Doudantsutsuji (1991 DT) là một tiểu hành tinh vành đai chính được phát hiện ngày 21 tháng 2 năm 1991 bởi S. Inoda và T. Urata ở Đài thiên văn Karasuyama.